# Las Martinetas
Las Martinetas es una localidad del partido de General La Madrid, provincia de Buenos Aires, Argentina.

## Ubicación
Se encuentra a 13 km al este de la ciudad de General La Madrid. 

## Población
Cuenta con 215 habitantes (Indec, 2010), lo que representa un descenso del 13% frente a los 247 habitantes (Indec, 2001) del censo anterior.
| Gráfica de evolución demográfica de Las Martinetas entre 1991 y 2010 |
|                                                                      |
| Fuente: Censos nacionales del INDEC                                  |

## Ferrocarril
Estación Las Martinetas.